# Authentication Header
Authentication Header (ou AH) est un protocole IP de la suite IPSec, assurant l'intégrité des données transférées. Ce protocole est défini dans la RFC 4302.
À l'aide de l'AH on obtient l'authentification et l'intégrité.
Le diagramme suivant décrit le formatage d'un en-tête d'authentification (Authentication Header.) Les champs sont laissés en anglais pour une meilleure compréhension vis-à-vis des RFC.
| Offsets | Octet16 | 0                               | 0                               | 0                               | 0                               | 0                               | 0                               | 0                               | 0                               | 1                               | 1                               | 1                               | 1                               | 1                               | 1                               | 1                               | 1                               | 2                               | 2                               | 2                               | 2                               | 2                               | 2                               | 2                               | 2                               | 3                               | 3                               | 3                               | 3                               | 3                               | 3                               | 3                               | 3                               |
| Octet16 | Bit10   | 0                               | 1                               | 2                               | 3                               | 4                               | 5                               | 6                               | 7                               | 8                               | 9                               | 10                              | 11                              | 12                              | 13                              | 14                              | 15                              | 16                              | 17                              | 18                              | 19                              | 20                              | 21                              | 22                              | 23                              | 24                              | 25                              | 26                              | 27                              | 28                              | 29                              | 30                              | 31                              |
| ------- | ------- | ------------------------------- | ------------------------------- | ------------------------------- | ------------------------------- | ------------------------------- | ------------------------------- | ------------------------------- | ------------------------------- | ------------------------------- | ------------------------------- | ------------------------------- | ------------------------------- | ------------------------------- | ------------------------------- | ------------------------------- | ------------------------------- | ------------------------------- | ------------------------------- | ------------------------------- | ------------------------------- | ------------------------------- | ------------------------------- | ------------------------------- | ------------------------------- | ------------------------------- | ------------------------------- | ------------------------------- | ------------------------------- | ------------------------------- | ------------------------------- | ------------------------------- | ------------------------------- |
| 0       | 0       | Next Header                     | Next Header                     | Next Header                     | Next Header                     | Next Header                     | Next Header                     | Next Header                     | Next Header                     | Payload Len                     | Payload Len                     | Payload Len                     | Payload Len                     | Payload Len                     | Payload Len                     | Payload Len                     | Payload Len                     | Reserved                        | Reserved                        | Reserved                        | Reserved                        | Reserved                        | Reserved                        | Reserved                        | Reserved                        | Reserved                        | Reserved                        | Reserved                        | Reserved                        | Reserved                        | Reserved                        | Reserved                        | Reserved                        |
| 4       | 32      | Security Parameters Index (SPI) | Security Parameters Index (SPI) | Security Parameters Index (SPI) | Security Parameters Index (SPI) | Security Parameters Index (SPI) | Security Parameters Index (SPI) | Security Parameters Index (SPI) | Security Parameters Index (SPI) | Security Parameters Index (SPI) | Security Parameters Index (SPI) | Security Parameters Index (SPI) | Security Parameters Index (SPI) | Security Parameters Index (SPI) | Security Parameters Index (SPI) | Security Parameters Index (SPI) | Security Parameters Index (SPI) | Security Parameters Index (SPI) | Security Parameters Index (SPI) | Security Parameters Index (SPI) | Security Parameters Index (SPI) | Security Parameters Index (SPI) | Security Parameters Index (SPI) | Security Parameters Index (SPI) | Security Parameters Index (SPI) | Security Parameters Index (SPI) | Security Parameters Index (SPI) | Security Parameters Index (SPI) | Security Parameters Index (SPI) | Security Parameters Index (SPI) | Security Parameters Index (SPI) | Security Parameters Index (SPI) | Security Parameters Index (SPI) |
| 8       | 64      | Sequence Number                 | Sequence Number                 | Sequence Number                 | Sequence Number                 | Sequence Number                 | Sequence Number                 | Sequence Number                 | Sequence Number                 | Sequence Number                 | Sequence Number                 | Sequence Number                 | Sequence Number                 | Sequence Number                 | Sequence Number                 | Sequence Number                 | Sequence Number                 | Sequence Number                 | Sequence Number                 | Sequence Number                 | Sequence Number                 | Sequence Number                 | Sequence Number                 | Sequence Number                 | Sequence Number                 | Sequence Number                 | Sequence Number                 | Sequence Number                 | Sequence Number                 | Sequence Number                 | Sequence Number                 | Sequence Number                 | Sequence Number                 |
| C       | 96      | Integrity Check Value (ICV) …   | Integrity Check Value (ICV) …   | Integrity Check Value (ICV) …   | Integrity Check Value (ICV) …   | Integrity Check Value (ICV) …   | Integrity Check Value (ICV) …   | Integrity Check Value (ICV) …   | Integrity Check Value (ICV) …   | Integrity Check Value (ICV) …   | Integrity Check Value (ICV) …   | Integrity Check Value (ICV) …   | Integrity Check Value (ICV) …   | Integrity Check Value (ICV) …   | Integrity Check Value (ICV) …   | Integrity Check Value (ICV) …   | Integrity Check Value (ICV) …   | Integrity Check Value (ICV) …   | Integrity Check Value (ICV) …   | Integrity Check Value (ICV) …   | Integrity Check Value (ICV) …   | Integrity Check Value (ICV) …   | Integrity Check Value (ICV) …   | Integrity Check Value (ICV) …   | Integrity Check Value (ICV) …   | Integrity Check Value (ICV) …   | Integrity Check Value (ICV) …   | Integrity Check Value (ICV) …   | Integrity Check Value (ICV) …   | Integrity Check Value (ICV) …   | Integrity Check Value (ICV) …   | Integrity Check Value (ICV) …   | Integrity Check Value (ICV) …   |
| …       | …       | Integrity Check Value (ICV) …   | Integrity Check Value (ICV) …   | Integrity Check Value (ICV) …   | Integrity Check Value (ICV) …   | Integrity Check Value (ICV) …   | Integrity Check Value (ICV) …   | Integrity Check Value (ICV) …   | Integrity Check Value (ICV) …   | Integrity Check Value (ICV) …   | Integrity Check Value (ICV) …   | Integrity Check Value (ICV) …   | Integrity Check Value (ICV) …   | Integrity Check Value (ICV) …   | Integrity Check Value (ICV) …   | Integrity Check Value (ICV) …   | Integrity Check Value (ICV) …   | Integrity Check Value (ICV) …   | Integrity Check Value (ICV) …   | Integrity Check Value (ICV) …   | Integrity Check Value (ICV) …   | Integrity Check Value (ICV) …   | Integrity Check Value (ICV) …   | Integrity Check Value (ICV) …   | Integrity Check Value (ICV) …   | Integrity Check Value (ICV) …   | Integrity Check Value (ICV) …   | Integrity Check Value (ICV) …   | Integrity Check Value (ICV) …   | Integrity Check Value (ICV) …   | Integrity Check Value (ICV) …   | Integrity Check Value (ICV) …   | Integrity Check Value (ICV) …   |

Next Header (8 bits)Type du prochain en-tête, identifiant le protocole de plus haut niveau.
Payload Len (8 bits)Longueur de cet en-tête en pas de 4-octet moins 2 (une valeur de 0 équivaut donc à 8 octets, une valeur de 1 équivaut à 12, etc.) Dans le cas de paquets IPv6, la longueur de cet en-tête doit être un multiple de 8 octets.
Reserved (16 bits)Réservé pour une utilisation future (mis à zéro en attendant.)
Security Parameters Index (32 bits)Valeur arbitraire identifiant les paramètres de sécurité (SA (en)) en fonction de l'adresse IP.
Sequence Number (32 bits)Un numéro de séquence incrémenté de 1 pour chaque paquet envoyé. Ce numéro de séquence permet d'éviter les attaques par répétition (replay attacks).
Integrity Check Value (multiple de 32 bits)Informations permettant de vérifier l'intégrité du paquet. De taille variable, sa fin doit néanmoins s'aligner (padding) sur une limite de 4-octet pour l'IPv4 et 8-octet pour l'IPv6.